# Das Panzergewölbe (1914)
Das Panzergewölbe ist ein deutscher Detektivfilm aus dem Jahre 1914 der Filmreihe Stuart Webbs. Unter der Regie von Joe May spielte Ernst Reicher die Hauptrolle.

## Handlung
Stuart Webbs, der seit geraumer Zeit von einer Gangsterbande unter Druck gesetzt wird, um ihn einzuschüchtern, muss feststellen, dass ebendiese Bande ihren größten Coup plant. Sie ist in ein gepanzertes Bankgewölbe eingestiegen, um selbiges zu sprengen. Erst einmal in Besitz der dort befindlichen, echten Banknoten, planen die Ganoven, deren Haupterwerb die Falschmünzerei ist, die Stadt anschließend mit ihrem Falschgeld zu überschwemmen, ohne dass dies weiter auffällt. Um ihnen den Garaus zu machen, versucht Stuart Webbs, ihnen im Keller den Strom abzudrehen. Doch die Bande ist gut vorbereitet: Sie hat Kameras installiert, die ihnen genau übertragen, was der Detektiv draußen gerade plant. Durch seinen beherzten Einsatz kann er ihnen jedoch in letzter Minute das Handwerk legen.

## Produktionsnotizen
Gedreht wurde der Film im Frühjahr 1914 im Atelier der Continental-Kunstfilm in der Chausseestraße 123. Produziert wurde er von der Stuart Webbs-Film Company Reicher und Reicher (Berlin). Das Panzergewölbe hat eine Länge von vier Akten auf 1103 Metern, das entspricht etwa 60 Minuten. Die Uraufführung fand am 26. Juni 1914 in den Kammerlichtspielen am Potsdamer Platz (Berlin) statt.
Die Filmbauten stammen aus der Hand von Paul Leni.
Das Panzergewölbe gilt als der kommerziell erfolgreichste Film der gesamten Reihe und wurde aufgrund ebendieses Kassenerfolges von Lupu Pick, ebenfalls mit Reicher in der Webbs-Rolle, 1926 neu verfilmt.

## Kritik
Die Kinematographische Rundschau urteilte: „Es ist sehr spannend gemacht und enthält an technischen Tricks alles, was die Sensation im Kino ausmacht. Millionendiebstahl, raffinierte Diebe und der erfahrene, für alle Eventualitäten ausgerüstete Verfolger, dessen stoische Ruhe und Ueberlegenheit aus allen Fallen und Verlegenheiten heraushilft.“